# Павловское (Некрасовский район)
Павловское — село в Некрасовском районе Ярославской области России. 
В рамках организации местного самоуправления входит в сельское поселение Бурмакино, в рамках административно-территориального устройства относится к Никольскому сельскому округу.

## География
Расположено в 12 км на северо-восток от центра поселения посёлка Бурмакино и в 24 км на юг от райцентра посёлка Некрасовское.

## История
Каменная Васильевская церковь с колокольней в селе построена в 1813 году на средства Александра Андреевича Нечаева. Церковь была обнесена каменной оградой, внутри которой приходское кладбище. Престолов было два: в холодной в честь святителя Василия Великого, в теплой в честь св. блгв. кн. Александра Невского.
В конце XIX — начале XX века село входило в состав Ковалевской волости Нерехтского уезда Костромской губернии, с 1918 года — Иваново-Вознесенской губернии.
С 1929 года село входило в состав Никольского сельсовета Нерехтского района, с 1944 года — в составе Бурмакинского района, с 1959 года — в составе Некрасовского района, с 2005 года — в составе сельского поселения Бурмакино.

## Население
| 1872 | 1897 | 1907 | 2002 | 2007 | 2010 |
| ---- | ---- | ---- | ---- | ---- | ---- |
| 105  | ↗179 | ↗202 | ↘32  | ↘20  | ↘15  |

## Достопримечательности
В селе расположены остатки Церкви Василия Великого (1813).